# Carl T. Cruz Gutiérrez
Carl Tommy Cruz Gutiérrez (nacido el 15 de octubre de 1941) es un político estadounidense. Fue el sexto gobernador estadounidense de Guam y cumplió dos mandatos de cuatro años con la vicegobernadora Madeleine Bordallo del 2 de enero de 1995 al 6 de enero de 2003. Gutiérrez anteriormente sirvió un total de nueve mandatos como Senador en la Legislatura de Guam y fue elegido por sus colegas para servir como Presidente de las Legislaturas 17.ª y 18.ª de Guam.
Además de sus dos elecciones exitosas de como gobernador con su compañera de fórmula Madeleine Bordallo, Gutiérrez se postuló sin éxito para gobernador en 1978, con el Dr. Joseph Dizon como compañero de fórmula, en 1986 con el senador John P. Aguon, en 2006 con el exsenador del Tribunal Supremo. Benjamín J.F. Cruz, en 2010 con el senador Frank B. Aguon (h.). y en 2014 con Gary Gumataotao.

## Primeros años
Nacido en los Altos de Agaña, Guam el 15 de octubre de 1941, Gutiérrez fue el cuarto de once hijos de Tomás Taitano Gutiérrez y Rita Benavente Cruz. Es de ascendencia española y nativa chamorro . Cuando era niño, durante la Segunda Guerra Mundial, vivió horrores del campo de concentración de Manenggon, y junto a su madre y otros chamorros cautivos estuvo entre los rescatados por los soldados estadounidenses tras la batalla de Guam.
Cuando Gutiérrez era niño, su padre (incapacitado para trabajar debido a una lesión sufrida cuando era adolescente) y su madre tuvieron dificultades para mantener una familia tan numerosa. Carl asistió a la escuela primaria Agana Heights y a la escuela secundaria George Washington. Cuando un amigo (comandante del dique seco de la Armada) se ofreció a ayudar a Gutiérrez a terminar la escuela secundaria en los Estados Unidos continentales, Gutiérrez aprovechó la oportunidad. Sin embargo, menos de cuatro meses después de salir de Guam, su padre murió. Se graduó de la escuela secundaria South San Francisco en California en 1960.
Gutiérrez se alistó en la Fuerza Aérea de Estados Unidos el día que se graduó de la escuela secundaria. Destinado en Nuevo México, después del tifón Karen en noviembre de 1962, Gutiérrez fue asignado a la Base de la Fuerza Aérea Andersen, para poder ayudar a su madre y a sus hermanos y hermanas.
Gutiérrez se casó con Geraldine “Geri” Torres, el 7 de septiembre de 1963, con quien tuvo tres hijos, Carla, Tommy y Hannah, y cinco nietos, Lily, Livia, Seth, Liam y Emilia-Chance.
Después de su paso por la Fuerza Aérea de 1960 a 1965, Gutiérrez ingresó al mundo de los negocios y finalmente formó CarlTom Construction Company. Se desempeñó durante casi ocho años como gerente de procesamiento de datos del gobierno de Guam.

## Carrera política previa a la Administración Gutiérrez-Bordallo
Carl Gutiérrez se interesó en el mundo de la política y ayudó a los exsenadores demócratas Ricardo J. “Ricky” Bordallo y Richard F. Taitano en 1969 a prepararse para las primeras elecciones de 1970 para el cargo de gobernador de Guam. Finalmente, Ricky, Dick Taitano, su hermana Evelyn y otros lo instaron a postularse para senador en las elecciones de 1972, en las que resultaría electo.

### Senador en las legislaturas 12.ª, 13.ª y 14.ª de Guam
Carl T.C. Gutiérrez se postuló por primera vez para la Legislatura de Guam en 1972. En las primarias demócratas, Gutiérrez se ubicó en el puesto número 8 por votos recibidos, con 4.925 votos. En las Elecciones Generales, Carl Gutiérrez ascendió al puesto número 7 con 10.844 votos. Tres futuros gobernadores de Guam fueron incluidos en la 12.ª Legislatura de Guam, que prestó juramento el 1 de enero de 1973, incluidos el gobernador Gutiérrez, Paul M. Calvo y Joseph F. Ada.
Fue seleccionado por sus colegas para ocupar el cargo de Presidente del Comité de Vivienda y Desarrollo Urbano en el primero de sus nueve mandatos como senador. Durante su primer mandato, Carl Gutiérrez fue autor de la Ley de Vivienda de Ingresos Bajos y Moderados GHURA 500, que utilizó cinco parcelas de terreno gubernamental en Dededo y Yigo para construir 500 viviendas, y estableció el Congreso de la Juventud de Guam.
Buscó la reelección en 1974, quedando tercero en las primarias demócratas, con 6.278 votos, y décimo en las elecciones generales, con 11.028 votos.

### Convención Constitucional de Guam de 1977
Su larga trayectoria de servicio público también incluye la elección como Presidente de la primera Convención Constitucional reconocida a nivel federal de Guam y como arquitecto y padre de la informatización del Gobierno de Guam. En 1977, por autorización de la Ley Federal y la Ley Local, Gutiérrez fue elegido miembro de la Primera Convención Constitucional y fue elegido por sus colegas para presidirla. El presidente estadounidense Jimmy Carter y el Congreso redactaron y aprobaron una constitución, pero posteriormente Guam no la ratificó en las elecciones especiales de 1979.

### Candidatura a Gobernación de Guam Gutiérrez-Dizón (1978)
En 1978, Carl Gutiérrez se postuló para el cargo de gobernador como independiente, con el Dr. Joseph Dizon, republicano, como compañero de fórmula. En las primarias, la boleta recibió 762 votos, insuficientes para ser incluidos en las Elecciones Generales.
Gutiérrez se desempeñó como asesor de la Convención Constitucional de Palau en 1979 y posteriormente fue nombrado ciudadano honorario de Palau por ley. Copatrocinó la legislación que crea la APIL (Asociación de Legislaturas de las Islas del Pacífico). Fue elegido presidente para tres mandatos.

### Senador en las legislaturas 16.ª, 17.ª y 18.ª de Guam
En 1980, Gutiérrez ganó un escaño y regresó a la Legislatura en 1981, derrotando a un senador republicano en ejercicio en su distrito.
Cuatro años después de que se implementara el plan de distritos senatoriales para Guam en 1978, los tribunales dictaminaron a principios de 1982 que violaba el principio de “un hombre, un voto”. Como resultado, la elección de 1982 fue una elección "general" y Gutiérrez y los demócratas recuperaron la Legislatura obteniendo una amplia mayoría (14 de 21 escaños), siendo elegido Presidente de la Legislatura por dos mandatos.

### Candidatura a Gobernación de Guam Gutiérrez-Aguon (1986)
En 1986, Gutiérrez se postuló para gobernador contra Ricardo J. Bordallo, quien se hallaba en ejercicio del cargo y era ícono del partido que había alentado a Gutiérrez a ingresar a la política en primer lugar. El Senador Gutiérrez y el Senador John P. Aguon perdieron ante el Gobernador Bordallo y el Vicegobernador Eddie Reyes en las elecciones primarias.

### Senador en las legislaturas 20.ª, 21.ª y 22.ª de Guam
Gutiérrez regresó a la Legislatura en 1989, ejerciendo tres mandatos sucesivos. Durante tres de sus nueve mandatos fue presidente del Comité de Medios y Arbitrios, además de ser elegido dos veces por sus colegas como presidente de la Legislatura. También se desempeñó como vicepresidente del Comité de Reglas y del Comité de Turismo y Transporte. Gutiérrez redactó o copatrocinó doscientas setenta leyes durante sus dieciocho años como senador.

### Elección como Gobernador. Fórmula Gutiérrez-Bordallo (1994)
En 1994, Carl Gutiérrez se asoció con la senadora Madeleine Bordallo, viuda del exgobernador Ricardo Jerome Bordallo, para postularse una vez más para el cargo más alto de la isla. En las primarias, compitieron con la candidatura demócrata de Edward D. Reyes y Gloria B. Nelson: la fórmula Gutiérrez-Bordallo recibió 9,555 votos mientras que Reyes-Nelson recibió 6,450. En las elecciones generales de 1994, compitió la fórmula Gutiérrez-Bordallo con la fórmula republicana de Thomas V.C. Tanaka y Doris Flores Brooks . Durante las elecciones generales, el presupuesto de la fórmula Tanaka-Brooks superó a Gutiérrez y Bordallo en más de $100,000, no obstante lo cual los últimos ganaron las elecciones con 23.405 votos, mientras los primeros obtuvieron 19.281.

## Gobernador de Guam (1995-2003)

### Primera Administración Gutiérrez-Bordallo
Al asumir el cargo el 2 de enero de 1995, Gutiérrez centró su trabajo en las áreas de infraestructura para que todas las personas marginadas accediesen a los estándares del siglo, impulsando el desarrollo económico, completando el 85% de su plan Visión 2001 a finales de 1999, a pesar de una legislatura republicana de gran mayoría que se opuso prácticamente a todas las iniciativas ejecutivas.
La economía del turismo también se vio gravemente afectada por el accidente del vuelo 801 de Korean Air el 6 de agosto de 1997. Durante los esfuerzos de rescate, Gutiérrez fue uno de los primeros en responder y el primero en llegar al avión en llamas junto con el jefe de bomberos Chuck Sánchez el oficial de policía Cecil Sulla. A Gutiérrez se le atribuyó haber salvado varias vidas, incluida Rika Matsuda de 11 años, y Barry Small, un mecánico de helicópteros herido de Nueva Zelanda, quien llamó al gobernador Gutiérrez un "héroe". Gutiérrez recibió el Premio Águila, el premio más alto otorgado a un civil por la Oficina de la Guardia Nacional de Estados Unidos . Fue reconocido por los gobiernos de Japón y la República de Corea.
En diciembre de 1997, el tifón Paka azotó Guam. Los fuertes vientos de Paka dejaron alrededor de 1.500 edificios destruidos en la isla, de los cuales 1.160 eran viviendas unifamiliares. Otros 10.000 Los edificios sufrieron daños hasta cierto punto, y el 60% de las casas de la isla sufrió daños importantes. En total, unas 5000 personas quedaron sin hogar. Se estimó que entre el 30% y el 40% de los edificios públicos habían sufrido daños severos. Los edificios de la isla hechos de hormigón armado resistieron en general el fenómeno, a diferencia de las estructuras ligeras de estructura metálica, que quedaron mayormente destruidas. Los grandes hoteles turísticos cerca de Agaña, capital de Guam, sufrieron daños generalmente menores, como ventanas rotas y generadores de energía dañados.
Después del tifón se produjo un corte de energía total en toda la isla. Los daños al sistema principal de transmisión y distribución eléctrica se estimaron en 16 millones de dólares. Tras el paso del tifón, el 25% de los hogares de Guam quedó sin agua. El servicio telefónico siguió funcionando después de la tormenta, debido a que la mayoría de las líneas eran subterráneas. Fuertes olas arrasaron algunas carreteras costeras en la parte norte de la isla, dejándolas cerradas temporalmente. Las olas superaron el malecón del puerto de Apra, dañando la vía y la infraestructura del puerto; muchos barcos fueron arrastrados a la orilla después de soltarse de sus amarras. Los fuertes vientos dañaron un sistema de radar y luces a lo largo de la pista del Aeropuerto Internacional Antonio B. Won Pat, aunque la mayoría de las instalaciones del aeropuerto sufrieron daños leves. La Base Andersen de la Fuerza Aérea también sufrió graves daños, con cientos de árboles caídos y muchas instalaciones dañadas. En todo Guam, los daños se estimaron en 500 millones de dólares. Unas100 personas resultaron heridas, pero el tifón no causó muertes en la isla.
En 1998, Carl Gutiérrez se postuló para la reelección con la vicegobernadora Madeleine Z. Bordallo. Dos fórmulas demócratas que desafiaron al equipo Gutiérrez-Bordallo en las primarias. El Senador Thomas C. Ada y el Senador Lou A. León Guerrero, y el Senador Ángel L.G. Santos y José T. Terlaje . Gutiérrez y Bordallo ganaron en las primarias demócratas de 1998 con 16.838 votos, en comparación con 9.788 de Ada-León Guerrero y 6.295 de Santos-Terlaje. En las elecciones generales del mismo año compitieron con la fórmula republicana del exgobernador Joseph Franklin Ada y el senador Félix Pérez Camacho . La elección resultó en un segundo mandato para Gutiérrez y la vicegobernadora Bordallo, quienes ganaron con 24.250 votos, en comparación con 21.200 votos de Ada-Camacho. En estas elecciones, una impugnación electoral de Ada/Camacho llegó hasta la Corte Suprema de Estados Unidos, decidiendo ésta por nueve votos contra cero a favor de Gutiérrez y Bordallo.
Justo después de la reelección del gobernador Carl TC Gutiérrez y Madeleine Z. Bordallo, el presidente William Jefferson Clinton visitó Guam el 23 de noviembre de 1998.  La visita fue la primera desde 1986, cuando un presidente estadounidense en funciones visitó Guam. Miles de guameños se reunieron en el campo frente al Complejo del Gobernador Ricardo J. Bordallo para ver al Presidente Clinton. La multitud pudo disfrutar de una interpretación entusiasta del Star Spangled Banner a cargo de Joseph "Uncle Tote" Cunningham y varios oradores se dirigieron a la multitud reunida. El presidente Clinton fue presentado por el joven orador Michael San Nicolas.

### Segunda Administración Gutiérrez-Bordallo

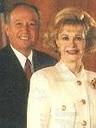
Gutiérrez/Bordallo

La credibilidad e integridad de Gutiérrez han estado bajo constante ataque por parte de quienes se oponen a él y a su estilo de liderazgo. Desde que aún estaba en el cargo, continúan los esfuerzos para intentar encontrarlo culpable de presuntos delitos. Nunca ha sido declarado culpable de ningún delito y ganó todos los casos que llegaron a juicio. Otros casos fueron desestimados por los tribunales porque no tenían fundamento.
Su segundo mandato estuvo marcado por la inestabilidad política causada por las impugnaciones electorales de 1998, una legislatura de Guam con una mayoría republicana (12-3), un fallido Movimiento Revocatorio en 2000 después de que la decisión de la Corte Suprema diera la victoria a Gutiérrez/Bordallo, la los cortes de energía "continuos" dejados por la administración de Ada/Blas, la destrucción de la infraestructura de la isla por los supertifones Chata'an, Paka y Pongsona.

## Vida pública después de la Administración Gutiérrez-Bordallo (2003-presente)

### Boleto de gobernador Gutiérrez-Cruz (2006)
El exgobernador Carl TC Gutiérrez se postuló con el senador y expresidente del Tribunal Superior de Guam, Benjamín Cruz, para ser el candidato del Partido Demócrata a gobernador en 2006. El equipo Gutiérrez-Cruz se enfrentó al ex delegado de Guam Robert A. Underwood y al senador Frank Aguon, Jr. A pesar de que Underwood-Aguon gastó un 19,4% más en la campaña, recibieron sólo un 13,6% más de votos que Gutiérrez-Cruz.
En noviembre de 2006, la presidenta Gloria Macapagal Arroyo concedió al gobernador Gutiérrez el Premio Gusi de la Paz por sus logros políticos en la República de Filipinas. Entre los demás destinatarios se encontraba el expresidente filipino Fidel V. Ramos . También recibió el título de doctor honoris causa en Derecho de la Universidad de Guam .

### Boleto de gobernador Gutiérrez-Aguon (2010)
Gutiérrez se postuló nuevamente para gobernador en las elecciones de Guam de 2010 con el senador Frank Blas Aguon Jr. Se presentaron sin oposición en las primarias demócratas, pero fueron derrotados en las elecciones generales por 487 votos por el actual gobernador Eddie Baza Calvo . Aunque se ordenó un recuento, los resultados se mantuvieron. Gutiérrez presentaría una demanda para impugnar el recuento. En febrero de 2012, su compañero de fórmula Frank Aguon pidió retirarse del proceso electoral. A principios de abril de 2012, el exgobernador Carl Gutiérrez anunció que no se presentaría al Congreso en representación de Guam. Esto fue el resultado de que la congresista Madeleine Bordallo cumpliera con su compromiso de pedir al Fiscal General de los Estados Unidos , Eric Holder, y a la Fiscal de los Estados Unidos de Guam , Alicia Limtiaco, que investigaran las irregularidades encontradas por la Comisión Electoral de Guam en las elecciones generales de 2010.

### Boleto de Gobernación Gutiérrez-Gumataotao (2014)
El 2 de junio de 2014, varios partidarios recogieron un paquete en el que nominaban al exgobernador Carl Gutiérrez para postularse junto con el abogado Gary Gumataotao para gobernador y vicegobernador. En una abarrotada reunión del Comité Ejecutivo Central del Partido Demócrata de Guam, el Gobernador Gutiérrez anunció su intención de postularse con Gumataotao para gobernador. En el evento, el gobernador Gutiérrez dijo: "La isla necesita un cambio; la gente está sufriendo. Necesitamos personas y líderes que se preocupen por toda la gente".  El 4 de noviembre, Gutiérrez fue nuevamente derrotado por el gobernador en ejercicio, Eddie Baza Calvo.

### Boleto de Gobernación Gutiérrez-Bordallo (2018)
En enero de 2018, el exgobernador Carl TC Gutiérrez anunció oficialmente su candidatura a ser nuevamente gobernador de Guam, después de perder las dos últimas elecciones contra la administración republicana Calvo-Tenorio. Gutiérrez seleccionó al exjefe del Departamento de Policía de Guam, Fred Bordallo, como su compañero de fórmula para las próximas primarias demócratas. Gutiérrez y Bordallo se enfrentarán a otras 3 boletas demócratas para ganar la nominación del partido: la boleta de Aguon/Limtiaco, la boleta de León Guerrero/Tenorio y la boleta de Rodríguez/Cruz. En las primarias de agosto, Gutiérrez y Bordallo fueron derrotados por la boleta de Lou León Guerrero y Josh Tenorio, luego Gutiérrez la respaldó para las elecciones generales.